# José Benjamín Zubiaur
José Benjamín Zubiaur (Paraná, 31 de marzo de 1856-Buenos Aires, 6 de septiembre de 1921) fue un educador argentino. Promotor del deporte, la educación física, y el olimpismo moderno. Fue uno de los doce integrantes originales del Comité Olímpico Internacional (COI). Fue rector del Colegio de Concepción del Uruguay y director general de Escuelas de la Provincia de Corrientes. Luego de 1915 fue director de Instrucción Pública del Ministerio de Educación. Se caracterizó por sus ideas pedagógicas renovadoras orientadas a ampliar la enseñanza a todos los sectores sociales, incorporando contenidos como la educación física, la educación industrial, las actividades prácticas, etc., así como modalidades como la escuela nocturna, las escuelas rurales, la educación conjunta de ambos sexos, etc.

## Biografía
De origen vasco, Zubiaur nació en Paraná, Entre Ríos y realizó sus estudios secundarios en el Colegio de Concepción del Uruguay. En 1877 fue promotor y primer presidente de la Asociación Educacionista 'La Fraternidad', integrada por los estudiantes del colegio. 

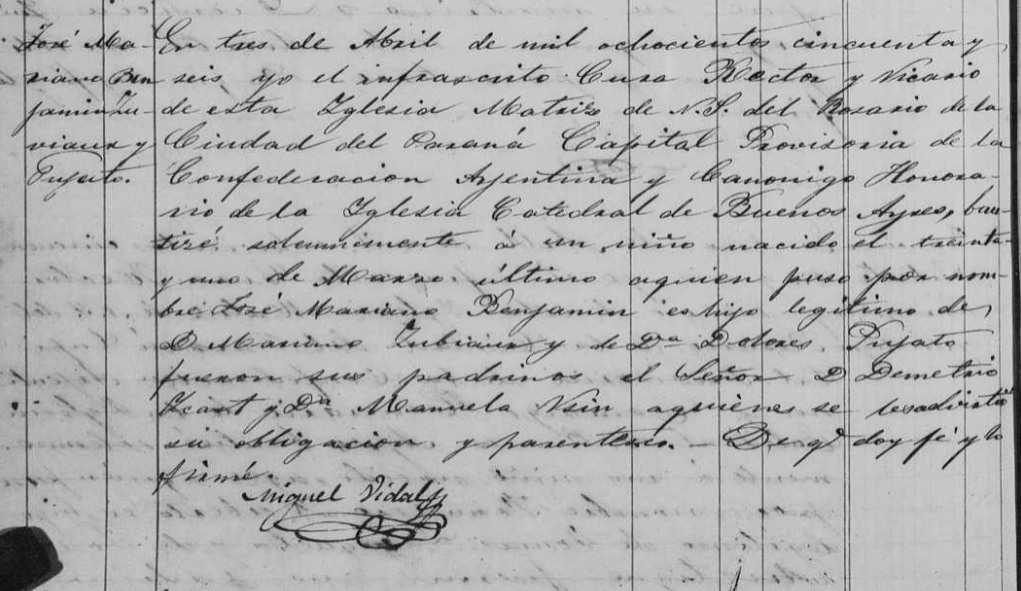
Partida de bautismo de José Mariano Benjamín Zubiaur en la Catedral de Paraná, Entre Ríos, Argentina.

En 1879, cuando contaba con 23 años, un año después de recibirse de bachiller, fundó la Escuela Benjamín Franklin con el fin de llevar a la práctica sus ideas renovadoras en materia de educación.
Se recibió de abogado en la Universidad de Buenos Aires. En 1886 fundó con otros educadores la revista pedagógica La Educación.
En 1889 el gobierno argentino lo designó, junto con Alejo Peyret, para representar a su país en la Exposición Universal de París. Participó del Congreso Internacional para la Propagación de los Ejercicios Físicos en la Educación, cuyo organizador era el barón Pierre de Coubertin, futuro inspirador de los Juegos Olímpicos modernos. Allí Zubiaur conoció al Barón de Coubertin, quien lo designó para integrar en 1894 el primer Comité Olímpico Internacional, único representante de un país iberoamericano, cargo en el que se desempeñó hasta 1907.

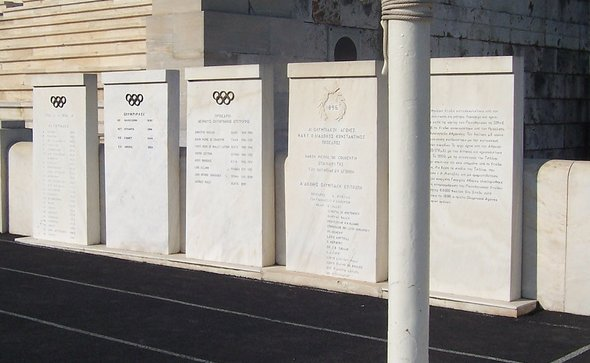
Monolitos en el ingreso al Estadio Panathinaikó de Atenas, donde se realizaron los primeros Juegos Olímpicos de la era moderna, en los que se menciona a José Benjamín Zubiaur, como integrante del primer Comité Olímpico Internacional.

El barón Pierre de Coubertin, creador de los Juegos Olímpicos modernos menciona en sus Memorias Olímpicas a Zubiaur:

Tuve absoluta libertad para proceder a la composición del C.I.O. (Comité Internacional Olímpico). La lista propuesta eligiose íntegramente y en ella figuraban: Vikelas por Grecia; Callot y yo por Francia; el general de Butowsky por Rusia; el coronel Balck por Suecia; el profesor Sloane por Estados Unidos; Jiri Guth por Bohemia; F. Kémény (Hungría); C. Herbert y lord Ampfhill por Inglaterra; el profesor Zubiaur (sic) por Argentina, y L. A. Cuff por Nueva Zelanda; asimismo, el conde Lucchesi Palli aceptó provisionalmente por Italia y poco después el conde Max de Bousies por Bélgica.

En 1892 fue nombrado rector del Colegio de Concepción del Uruguay, desempeñándose en esa función hasta 1899. Durante su rectorado, habilitó la inscripción de niñas y creó materias de actividades
prácticas, como el cartonado, la encuadernación y la fotografía, que fueron una novedad en la educación argentina. En 1894 obtuvo el título de Doctor en Leyes con una tesis titulada “La protección al niño”.

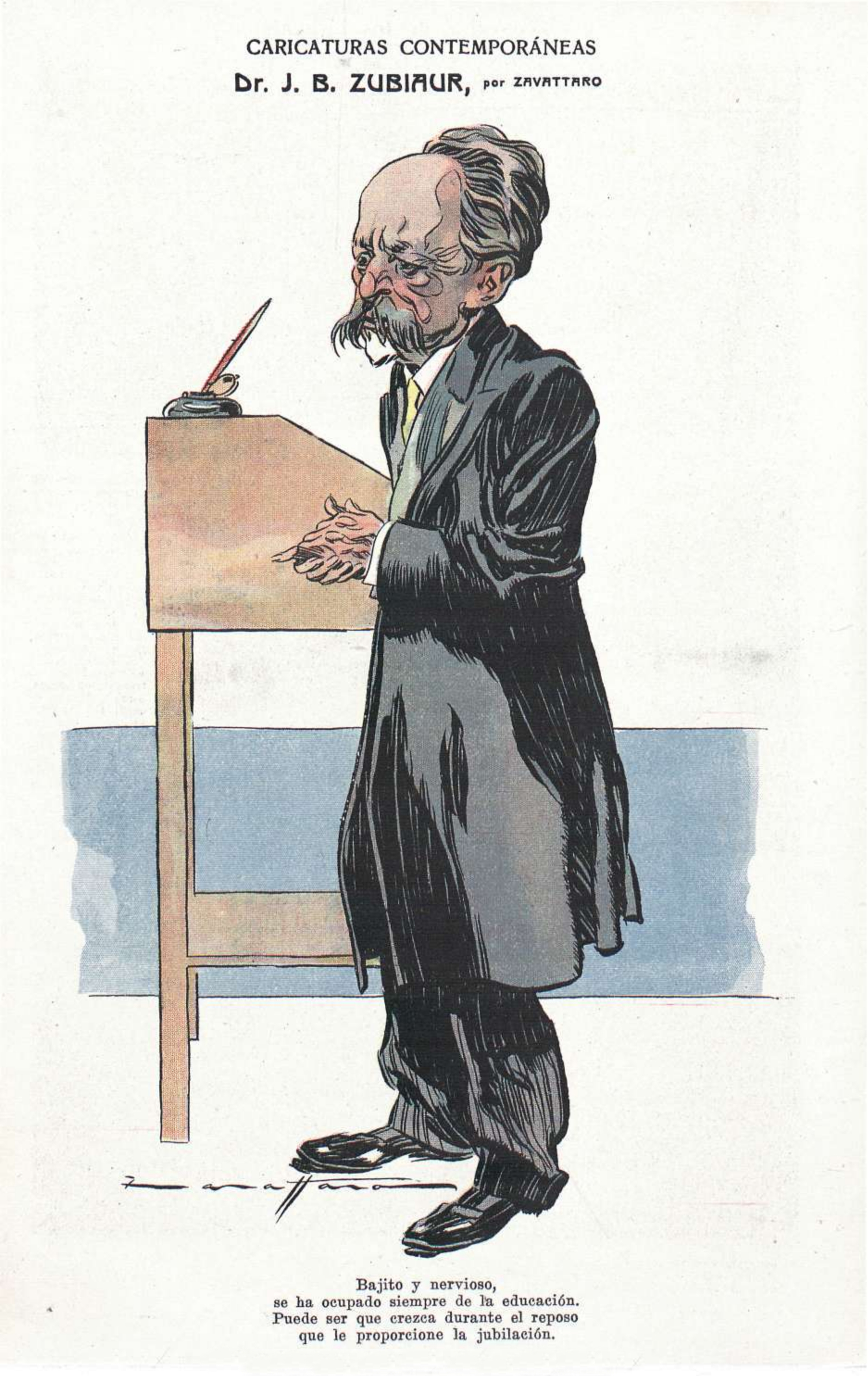
Retratado por Zavattaro en la revista Caras y Caretas (1911)

Impulsó la creación de escuelas rurales en el entonces territorio nacional de La Pampa y la Provincia de Misiones. En 1913 fue el primer vicepresidente de la Liga Nacional de Educación.

## Obras
- La escuela primaria en Francia : informes sobre el Congreso Pedagógico Internacional y la sección escolar francesa de instrucción primaria en la Exposición Universal de Paris de 1889, Buenos Aires : Taller Tipográfico de la ' Penitenciaria', 1891.
- El colegio histórico, Buenos Aires : Sudamericana de billetes de banco, [1894]
- La enseñanza práctica é industrial en la República Argentina, Buenos Aires : Félix Lajouane, 1900.
- Sinopsis de la educación en La República Argentina, Buenos Aires : Félix Lajouane, 1901.
- La enseñanza en Norteamérica, Buenos Aires : Juan Canter, 1904.
- Las escuelas en Misiones, Buenos Aires : Penitenciaría Nacional, 1904.
- Surcos y semillas escolares, Buenos Aires : Imprenta y encuadernación de la fábrica La Sin Bombo, 1907.
- Enseñanza de adultos e instituciones complementarias de la escuela en Norteamérica, Buenos Aires : Perrotti, 1910.
- Última etapa oficial : surcos y semillas escolares, Buenos Aires : Talleres gráficos de Juan Perrotti, 1913.
- Labor dispersa e inédita : [surcos y semillas escolares], Buenos Aires : Talleres Gráficos de Juan Perrotti, 1916.

## Memoria
En su memoria llevan su nombre:
- La Escuela Primaria N.º 158 "José Benjamín Zubiaur" de la Ciudad de Paraná en la Provincia de Entre Ríos.
- La Escuela N.º 44 "Dr. José Benjamín Zubiaur" de la ciudad de Eduardo Castex en la Provincia de La Pampa.[3]
- La Escuela Primaria N° 9 (D.E. 19) "Dr. José Benjamín Zubiaur" de la Ciudad de Buenos Aires.[4]
- La Escuela de Educación Tecnológica (EET) N.º 79 “Dr. José Benjamín Zubiaur”, de Basavilbaso en la Provincia de Entre Ríos.[5]
- El Centro de Estudios Olímpicos "José Benjamín Zubiaur" en la ciudad de Villa Mercedes en la Provincia de San Luis.[6]
- Monumento a José Benjamín Zubiaur en la ciudad de Concepción del Uruguay, obra de Carina Amarillo.[7]
- Monolito en la ciudad de Atenas (Grecia), con su nombre inscripto junto al de los demás integrantes del primer Comité Ejecutivo del Comité Olímpico Internacional.
- Mural de homenaje a José Benjamín Zubiaur, ubicado en la Plaza de los Deportes (San Juan y Corrientes) de la ciudad de Concordia en la Provincia de Entre Ríos.